# Patrick Keeler
Pour les articles homonymes, voir Keeler.
Patrick Keeler est un batteur américain. Il officie en compagnie du bassiste Jack Lawrence dans  les groupes  de rock The Raconteurs et The Greenhornes.